# Andesiana similis
Andesiana similis là một loài bướm đêm thuộc họ Andesianidae. Nó được tìm thấy ở Argentina (Neuquen).
Chiều dài cánh trước là 17.4-18.2 mm đối với con đực và khoảng 21 mm đối với con cái. Adults fly từ cuối tháng 10 đến giữa tháng 12 in Nothofagus dombeyi forests with an understory của Chusquea culeou. They occur on altitudes khoảng 640 và 950 mét.